# Koszmosz–36
A Koszmosz–36 (oroszul: Космос–36) a szovjet DSZ–P1–Ju radarcél-műhold első példányának indítása volt.

## Küldetés
A szovjet földi telepítésű rakétaelhárító rendszer távolfelderítő rádiólokátorainak beszabályozására, kalibrálására és ellenőrzésére szolgáló DSZ–P1–Ju típusú műhold tesztelési céllal indított első példánya volt.

## Jellemzői
1964. július 30-án Kapusztyin Jar rakétakísérleti lőtérről a Majak–2 indítóállásából egy Koszmosz–2I (63SZ1)  hordozórakétával juttatták alacsony Föld körüli pályára. A 91,9 perces, 49° hajlásszögű elliptikus pálya elemei: perigeuma 253 km, apogeuma 477 km volt. Tömege 325 kilogramm.
1965. február 12-én belépett a légkörbe és megsemmisült.